# Theodore Feucht

Selbstbildnis Theodore Feucht – München

Theodor Eugen Christoph (Théodore) Feucht (* 8. November 1867 in Ludwigsburg; † 27. Februar 1944 in München) war ein deutscher Maler.

## Leben und Chronologie künstlerischer Entwicklung
Theodor Feucht studierte an der staatlichen Akademie der Bildenden Künste (ABK) Stuttgart bei Friedrich von Keller (1892 Rompreis). Danach vollendete er sein Studium an der ABK München.
Zwischen 1894 und 1914 lebte und arbeitete er in Paris.
Zu Beginn des Ersten Weltkrieges 1914 wurde er bei der Vorbereitung einer Einzelausstellung in Grenoble (geplant waren 360 Bilder) inhaftiert und bis 1918 interniert. Danach kehrte er nach München zurück. Die 360 Werke blieben verschollen, ebenso die drei Gemälde aus dem Museum Carnavalet in Paris.
Sämtliche Zeichnungen verbrannten bei einem Bombenangriff auf München im Jahr 1944.
Vor der Pariser Zeit fertigte er vor allem Illustrationen und Porträts für den König von Württemberg an.
In Paris malte er neben Porträts (unter anderem zweier US-amerikanischer Präsidenten und Großindustrieller wie Andrew Carnegie) Landschaftsbilder.
Er bezeichnete sich als französischen Freilichtmaler, nicht Impressionisten, obwohl seine Bilder als impressionistisch charakterisiert werden.
In München orientierte er sich an den Landschaftsbildern von Otto Strützel.
Er malte außerdem die Landschaftshintergründe der Soldatenbilder von Robert von Haug (1857–1922).
Theodore Feucht verstarb am 27. Februar 1944 und fand seine letzte Ruhe auf dem Nordfriedhof München.
Im Jahr 1985 befanden sich in dem von der Witwe verwahrten Nachlass ca. 360 Landschaftsbilder und ein Selbstbildnis. Die meisten anderen Gemälde befinden sich im Privatbesitz. Seine Werke werden weiter im Kunsthandel und auf Auktionen gehandelt.

## Werke
Zu seinen Werken zählen u. a. Der Blechschmied und Häuserwinkel mit Torbogen in einem mittelalterlichen Städtchen.